# Lauren Harrison
Lauren Harrison es una deportista canadiense que compite en curling. Ganó una medalla de oro en el Campeonato Mundial de Curling Mixto de 2018.

## Palmarés internacional
| Campeonato Mundial Mixto | Campeonato Mundial Mixto | Campeonato Mundial Mixto | Campeonato Mundial Mixto |
| Año                      | Lugar                    | Medalla                  | Prueba                   |
| ------------------------ | ------------------------ | ------------------------ | ------------------------ |
| 2018                     | Kelowna (Canadá)         | Medalla de oro           | Mixto                    |